# Greg Olsen
Gregory Olsen (Paterson, 11 marzo 1985) è un ex giocatore di football americano statunitense che ha militato nel ruolo di tight end nella National Football League (NFL). Al draft NFL 2007 fu selezionato come 31ª scelta assoluta dai Chicago Bears. Al college giocò a football all'università di Miami.

## Carriera

### Chicago Bears

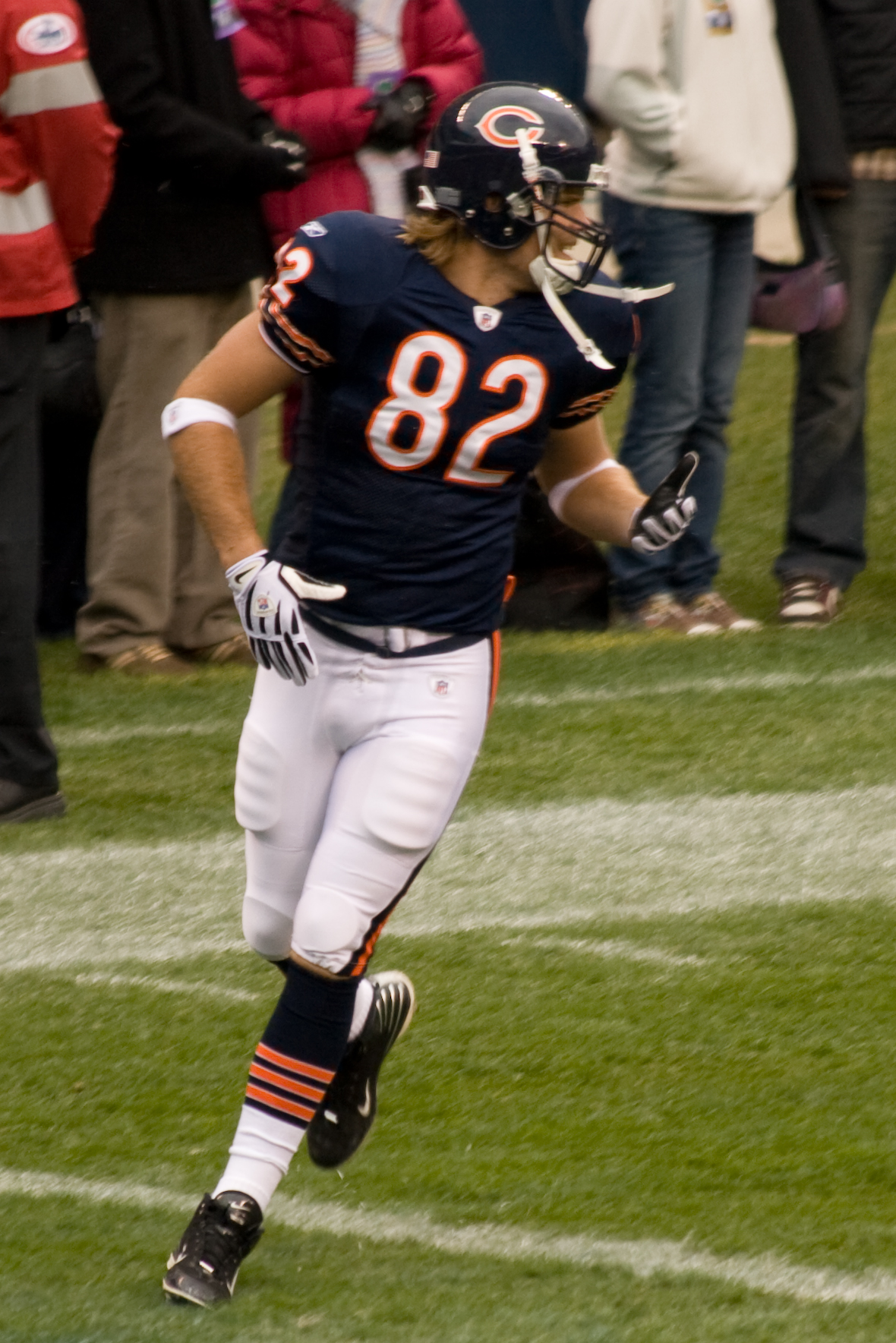
Olsen nel 2008 coi Bears.

Olsen fu scelto come 31º assoluto nel Draft 2007 dai Chicago Bears. A causa di un infortunio subito nell'ultima gara di pre-stagione, saltò le prime due partite di campionato. Debuttò come professionista il 23 settembre 2007 contro i Dallas Cowboys, ricevendo due passaggi per 28 yard. Segnò il suo primo touchdown due settimane dopo contro i Green Bay Packers. La sua annata da rookie terminò con 39 ricezioni per 391 yard e touchdown.
Olsen vide aumentare il suo minutaggio in campo nella stagione successiva, in cui disputò come titolare sette partite su sedici, terminando con 54 ricezioni per 574 yard e  guidò la squadra con 5 touchdown. Venne selezionato come riserva per il Pro Bowl.
Nel 2009, Olsen trovò subito l'intesa con Jay Cutler, che i Bears avevano acquisito dai Denver Broncos. Terminò con i nuovi in primati in carriera di 60 ricezioni per 612 yard e 8 touchdown. Guidò i Bears in ricezioni e touchdown e finì secondo dietro a Devin Hester per yard ricevute. Prima della stagione 2010, i Bears licenziarono Ron Turner e assunsero Mike Martz come nuovo coordinatore offensivo. I suoi numeri scesero rispetto alle due annate precedenti, concludendo con 41 ricezioni per 404 yards e 5 touchdown. Tuttavia, Olsen contribuì alla vittoria dei Bears nei playoff del 2011 contro i Seattle Seahawks, in cui ricevette 3 passaggi per 113 yard e un touchdown.

### Carolina Panthers

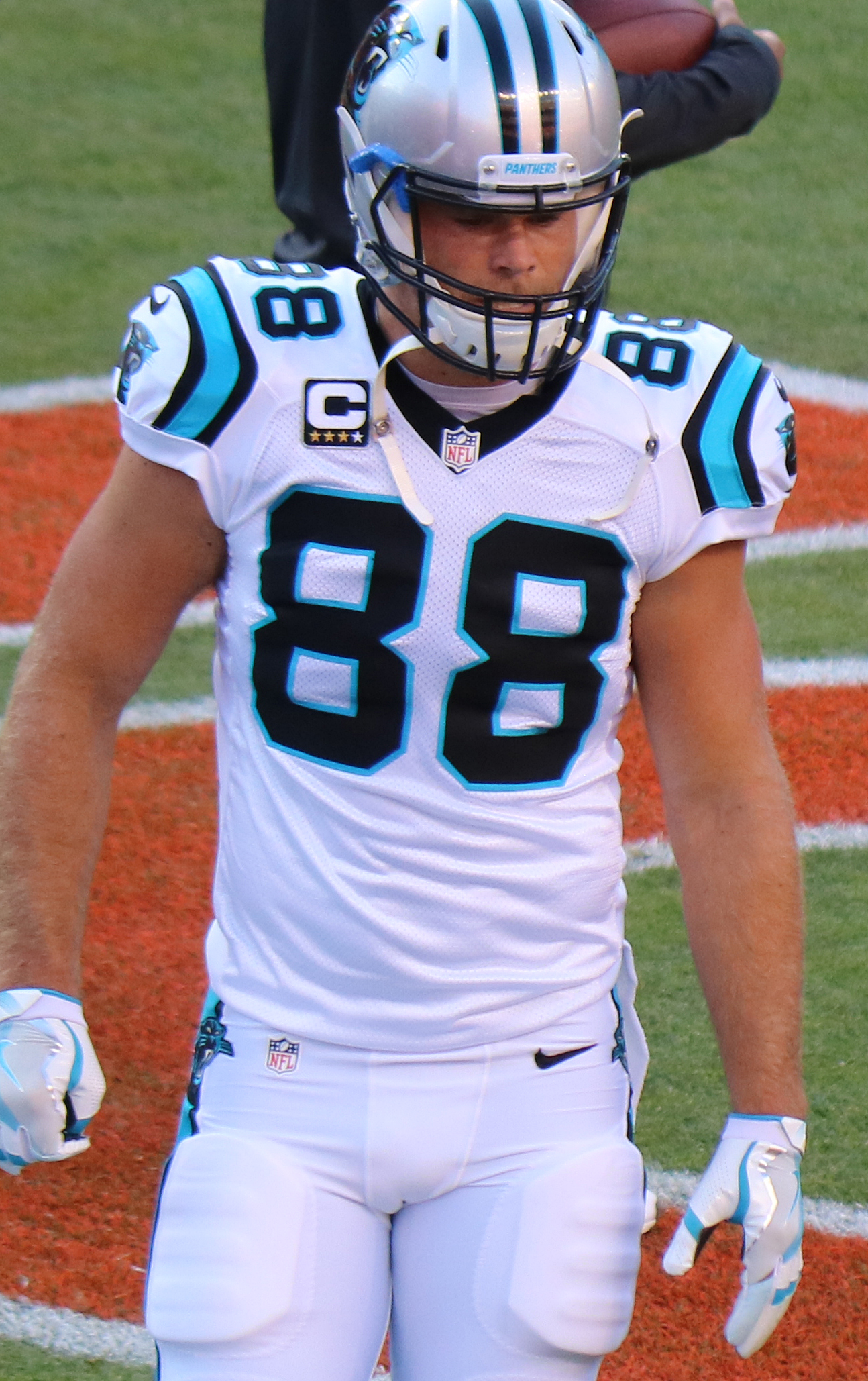
Olsen nel 2016

Il 28 luglio 2011, Olsen fu scambiato coi Carolina Panthers per una scelta del terzo giro del Draft NFL 2012. Nel suo primo anno con Carolina, ricevette dal quarterback rookie Cam Newton 45 passaggi per 540 yard e segnò 5 touchdown. L'anno successivo stabilì l'allora record in carriera con 843 yard ricevute. Nel 2013 guadagnò altre 816 yard e con 6 touchdown contribuì alla vittoria della division da parte della squadra e alla prima qualificazione ai playoff dal 2008.
Nella prima gara del 2014, Olsen andò subito a segno su passaggio del quarterback di riserva Derek Anderson nella vittoria in trasferta sui Buccaneers. Nella settimana 5 guidò i suoi con 72 yard ricevute e 2 touchdown alla vittoria in casa della sua ex squadra, i Bears. Nel quindicesimo turno stabilì un nuovo primato personale con 10 ricezioni per 110 che portarono alla vittoria sui Bucs. La sua stagione si concluse al secondo posto tra tutti i tight end della lega dietro Rob Gronkowski con 1.008 yard ricevute, oltre a 6 touchdown che gli valsero la prima convocazione per il Pro Bowl in carriera e l'inserimento all'89º posto nella NFL Top 100.
Il 6 marzo 2015, Olsen firmò un rinnovo contrattuale triennale del valore di 22,5 milioni di dollari con i Panthers. Nel terzo turno ricevette un nuovo primato personale di 134 yard oltre a 2 touchdown che contribuirono a far partire Carolina con un record di 5-0 per la prima volta dal 2003. Nel sesto turno contribuì alla vittoria in rimonta in casa dei Seahawks ricevendo da Newton il touchdown del sorpasso a meno di un minuto dal termine e terminando la partita con 131 yard ricevute. Nella settimana 15, con 79 yard ricevute superò per il secondo anno consecutivo quota mille e segnò il settimo touchdown con Carolina che rimase ancora imbattuta a due gare dal termine. A fine stagione fu convocato per il secondo Pro Bowl consecutivo ed inserito nel Second-team All-Pro dopo avere guidato i Panthers con 1.124 yard ricevute ed essersi classificato secondo con 7 TD su ricezione. Nel secondo turno di playoff segnò un touchdown nella vittoria sui Seahawks che riportò i Panthers in finale di conference dopo dieci anni. Sette giorni dopo guidò Carolina con 113 yard ricevute nella vittoria sui Cardinals per 49-15, qualificandosi per il primo Super Bowl della carriera, perso contro i Denver Broncos.
Il 24 dicembre 2016, Olsen divenne il primo tight end della storia a ricevere mille yard in tre stagioni consecutive. A fine anno fu convocato per il terzo Pro Bowl in carriera e inserito nel Second-team All-Pro dopo avere ricevuto 1.073 yard e 3 touchdown. I Panthers invece non riuscirono a fare ritorno ai playoff.
Il 17 settembre 2017, nel secondo turno della stagione, Olsen si fratturò un piede nella gara contro i Buffalo Bills. Il 19 settembre fu inserito in lista infortunati, dopo che non aveva più saltato uno sola gara dalla sua stagione da rookie nel 2007. Tornò in campo il 26 novembre contro i New York Jets ma si infortunò nuovamente ad un piede. Saltò così la gara successiva ma riuscì ad essere in campo nelle ultime quattro partite, la migliore delle quali fu quella contro i Packers in cui ricevette 116 yard e segnò il suo unico touchdown nella stagione regolare. Un altro lo mise a segno nel primo turno di playoff, guidando la squadra con 107 yard ricevute nelle sconfitta contro i Saints.
Nel primo turno della stagione 2018 contro i Cowboys, Olsen si fratturò nuovamente il piede.
Nel decimo turno della stagione 2019, Olsen raggiunse le 700 ricezioni in carriera nella sconfitta contro i Green Bay Packers.

### Seattle Seahawks
Il 18 febbraio 2020 Olsen firmò un contratto di un anno da sette milioni di dollari con i Seattle Seahawks. Nella prima partita con la nuova maglia andò subito a segno su passaggio del quarterback Russell Wilson nella vittoria per 38-25 in casa degli Atlanta Falcons. Si ritirò a fine stagione.

## Palmarès

### Franchigia
- National Football Conference Championship: 1

Carolina Panthers: 2015

### Individuale
- Convocazioni al Pro Bowl: 3

2014, 2015, 2016
- Second-team All-Pro: 2

2015, 2016
- PFWA All-Rookie Team - 2007